# Judy Collins Sings Lennon and McCartney
Judy Collins Sings Lennon & McCartney è un album in studio della cantante statunitense Judy Collins, pubblicato nel 2007.
Si tratta di un album tributo a John Lennon e Paul McCartney.

## Tracce
Testi e musiche di John Lennon e Paul McCartney.

1. And I Love Her - 2:58
2. Blackbird - 2:28
3. Golden Slumbers - 3:40
4. Penny Lane - 2:55
5. Norwegian Wood - 2:52
6. When I'm Sixty-Four - 2:41
7. Good Day Sunshine - 2:28
8. Hey Jude - 4:28
9. We Can Work It Out - 2:23
10. Yesterday - 2:26
11. I'll Follow the Sun - 2:11
12. Long & Winding Road - 3:19